# Silvano Pietra
Silvano Pietra ist eine norditalienische Gemeinde (comune) mit 624 Einwohnern (Stand 31. Dezember 2023) in der Provinz Pavia.

## Geografie
Der Ort liegt in der südwestlichen Lombardei etwa 23 Kilometer südwestlich der Provinzhauptstadt Pavia und etwa 55 Kilometer südwestlich der Regionalhauptstadt Mailand in der Oltrepò Pavese. Hier mündet der Curone in den Po.
Die Nachbargemeinden sind Casei Gerola, Corana, Cornale e Bastida, Mezzana Bigli, Sannazzaro de’ Burgondi und Voghera.

## Sehenswürdigkeiten

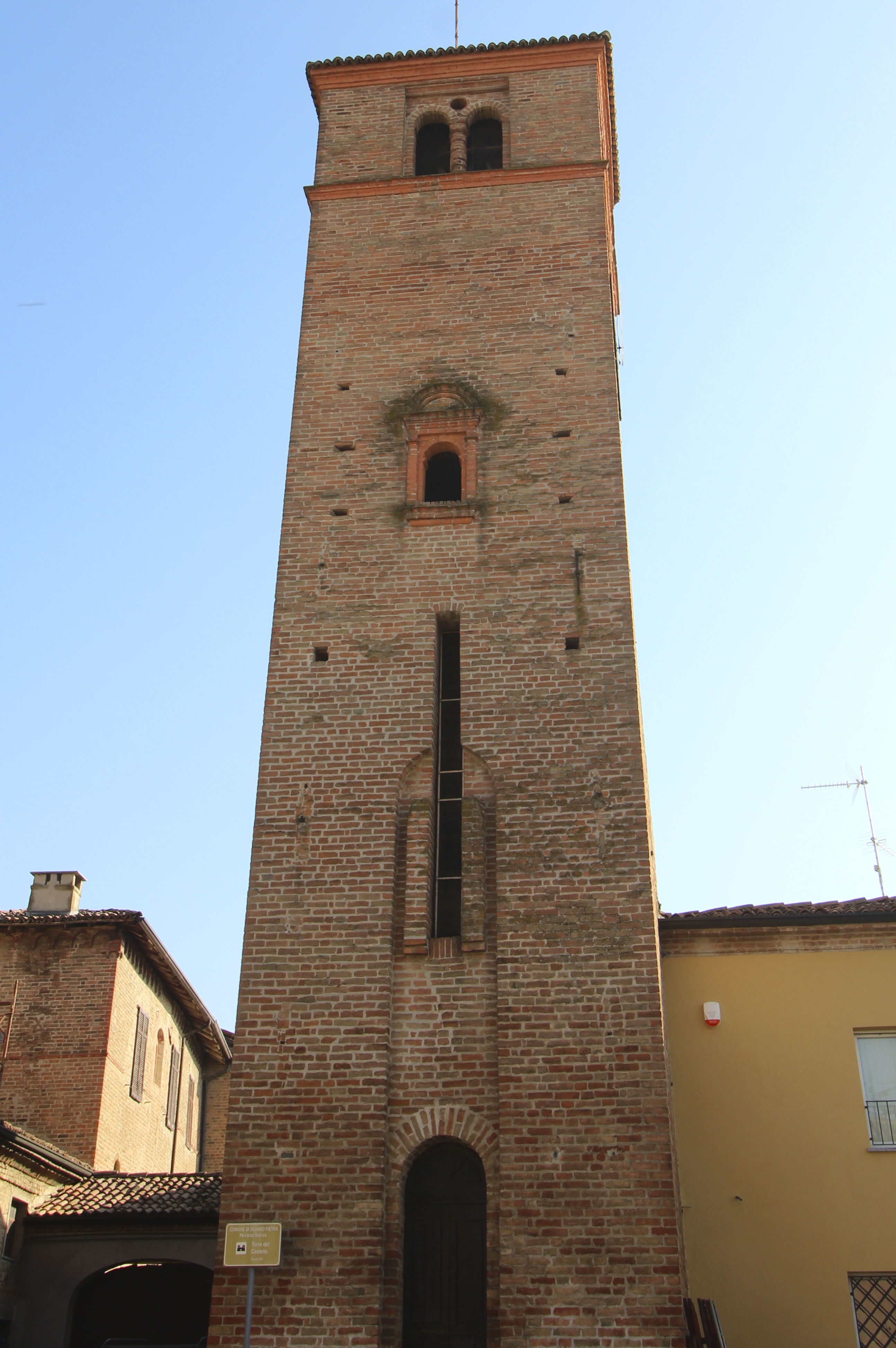
Torre Castellana
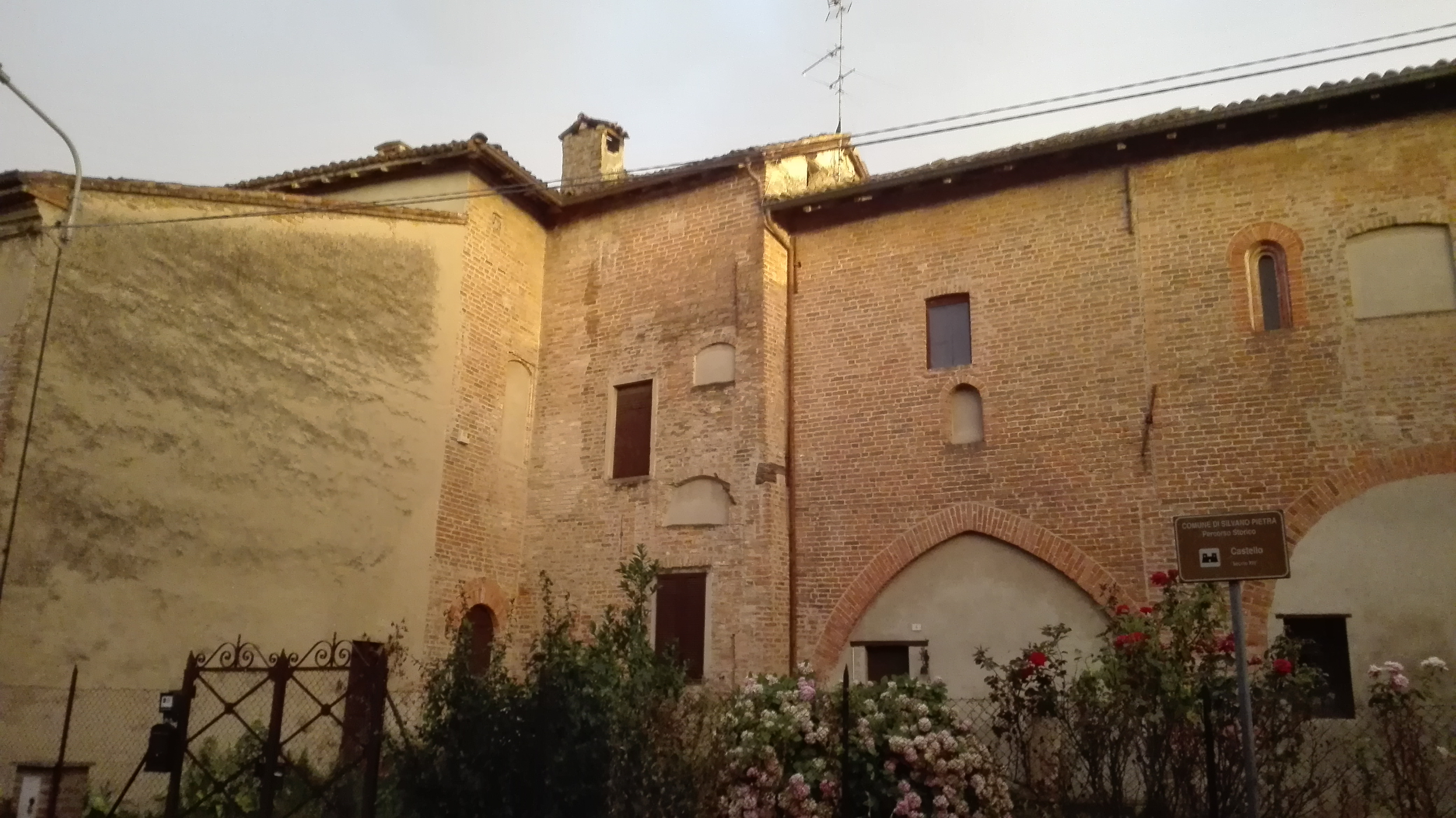
Reste der Burg (Castello Conti Pietra)
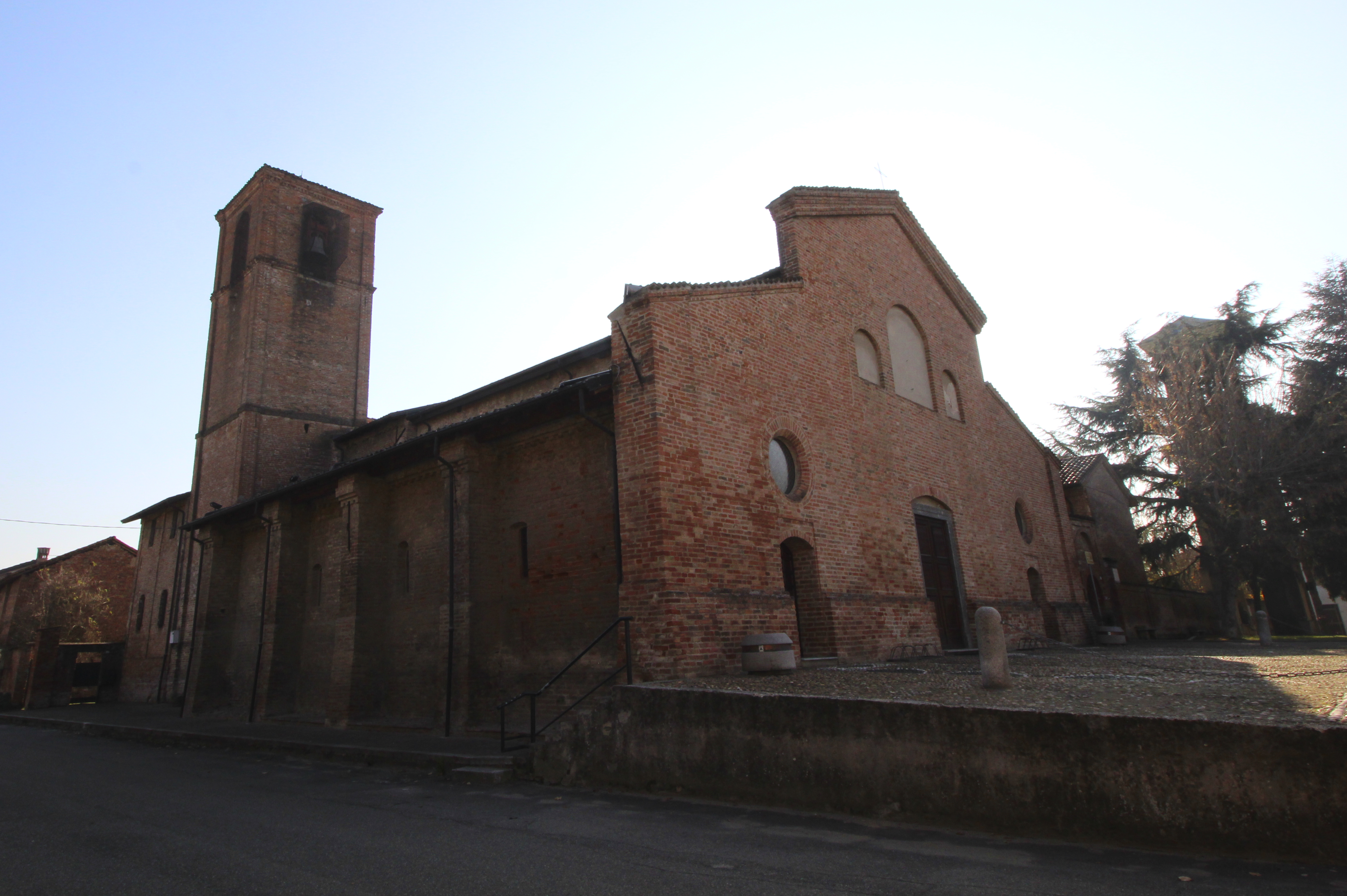
Die Kirche Santa Maria e San Pietro
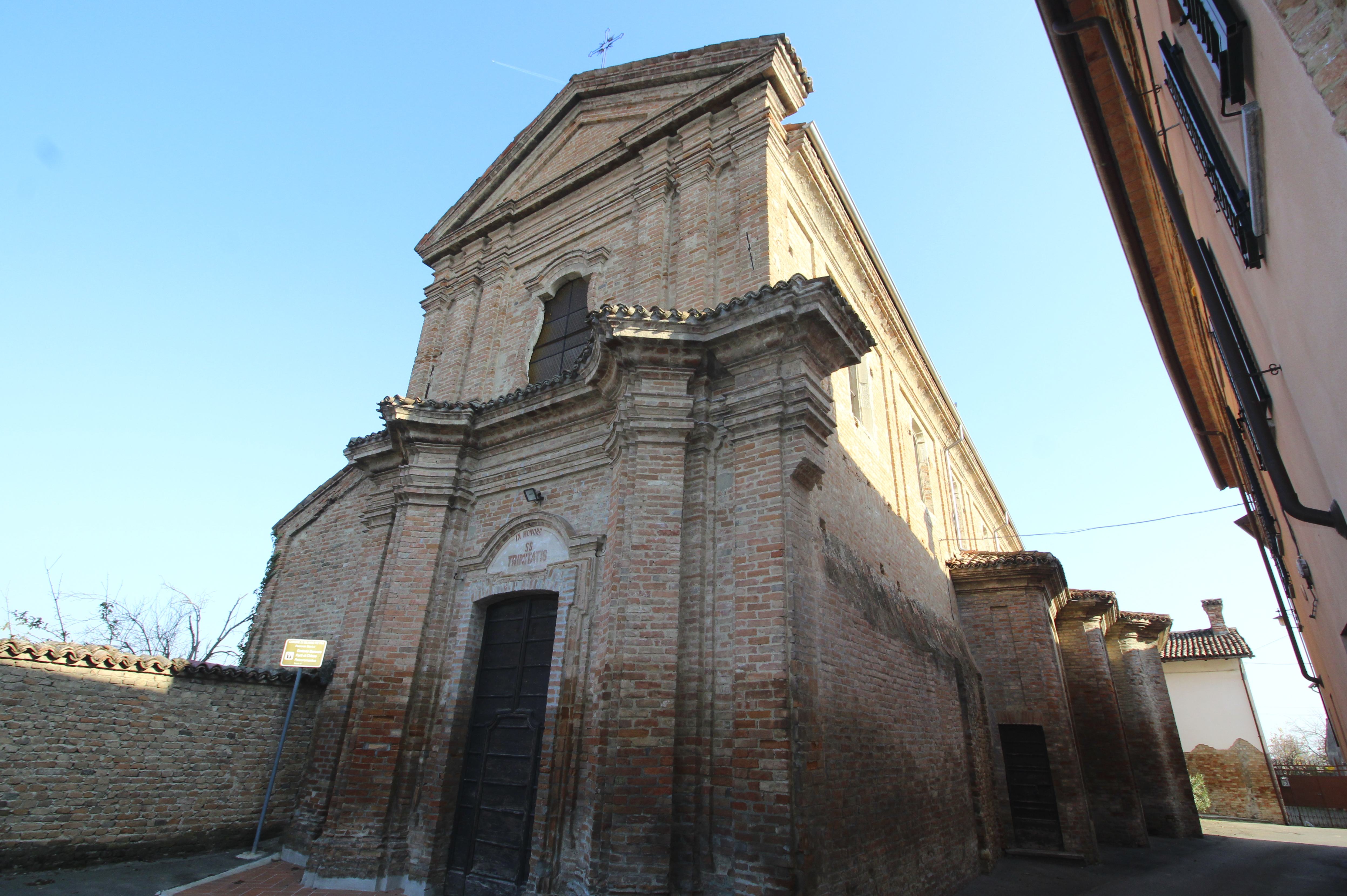
Die Kirche Santissima Trinità

## Verkehr
Durch die Gemeinde führt die Autostrada A7 von Mailand nach Genua (ohne Anschluss in der Gemeinde).

## Persönlichkeiten
- Carlo Angeleri (1894–1979), römisch-katholischer Geistlicher, Weihbischof in Tortona